# Гиффа
Гиффа (итал. Ghiffa) — коммуна в Италии, располагается в регионе Пьемонт, в провинции Вербано-Кузьо-Оссола.
Население составляет 2 341 человек (30-6-2019), плотность населения составляет 159,8 чел./км². Занимает площадь 14,65 км². Почтовый индекс — 28823. Телефонный код — 0323.
В коммуне особо почитаем святой Крест Господень, празднование во второе воскресенье сентября.

## Демография
Динамика населения:

## Галерея: Святая гора

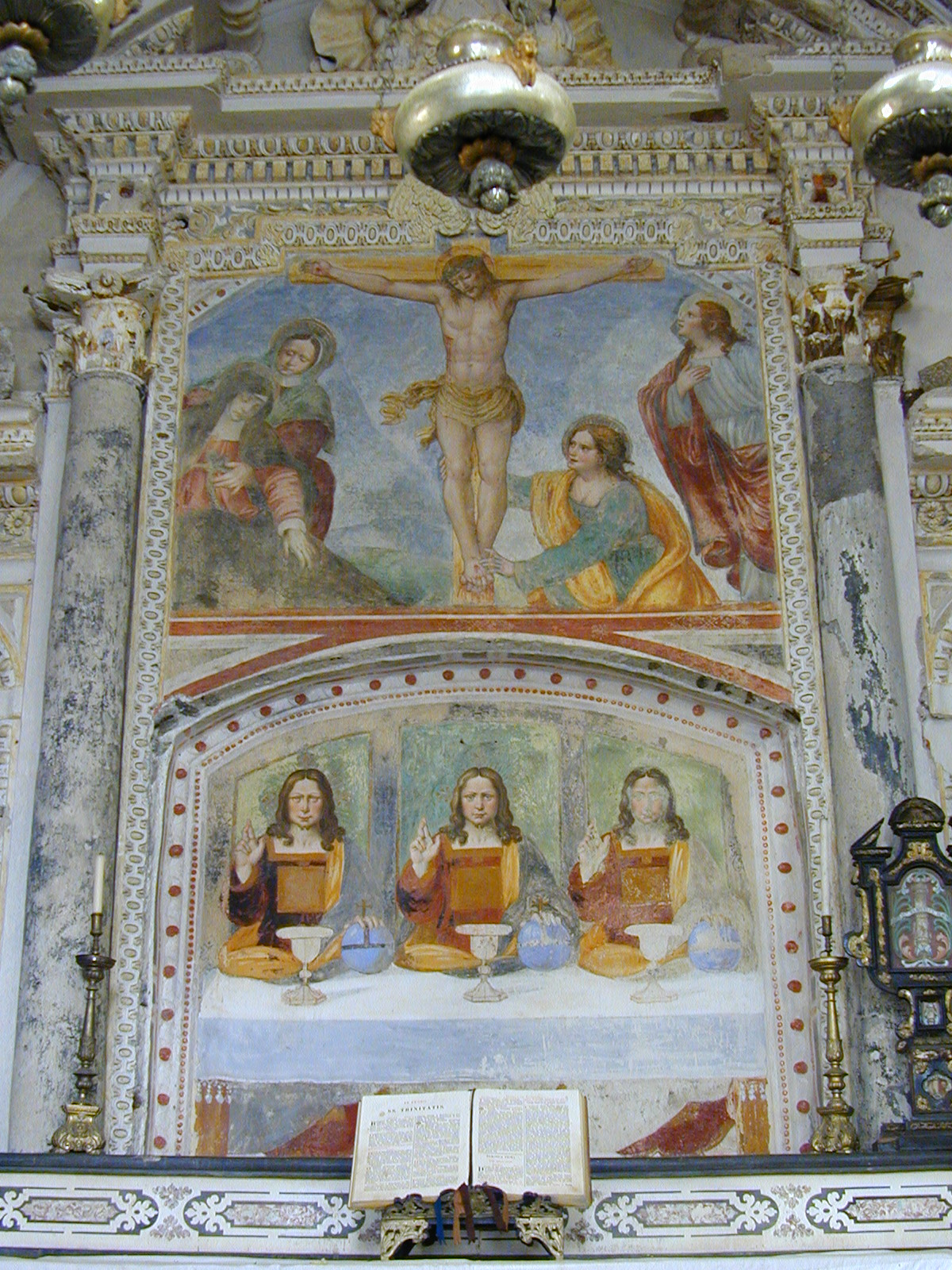
Гиффа: Святая гора Распятие и Пресвятая Троица. Неизвестный автор, XVI век.
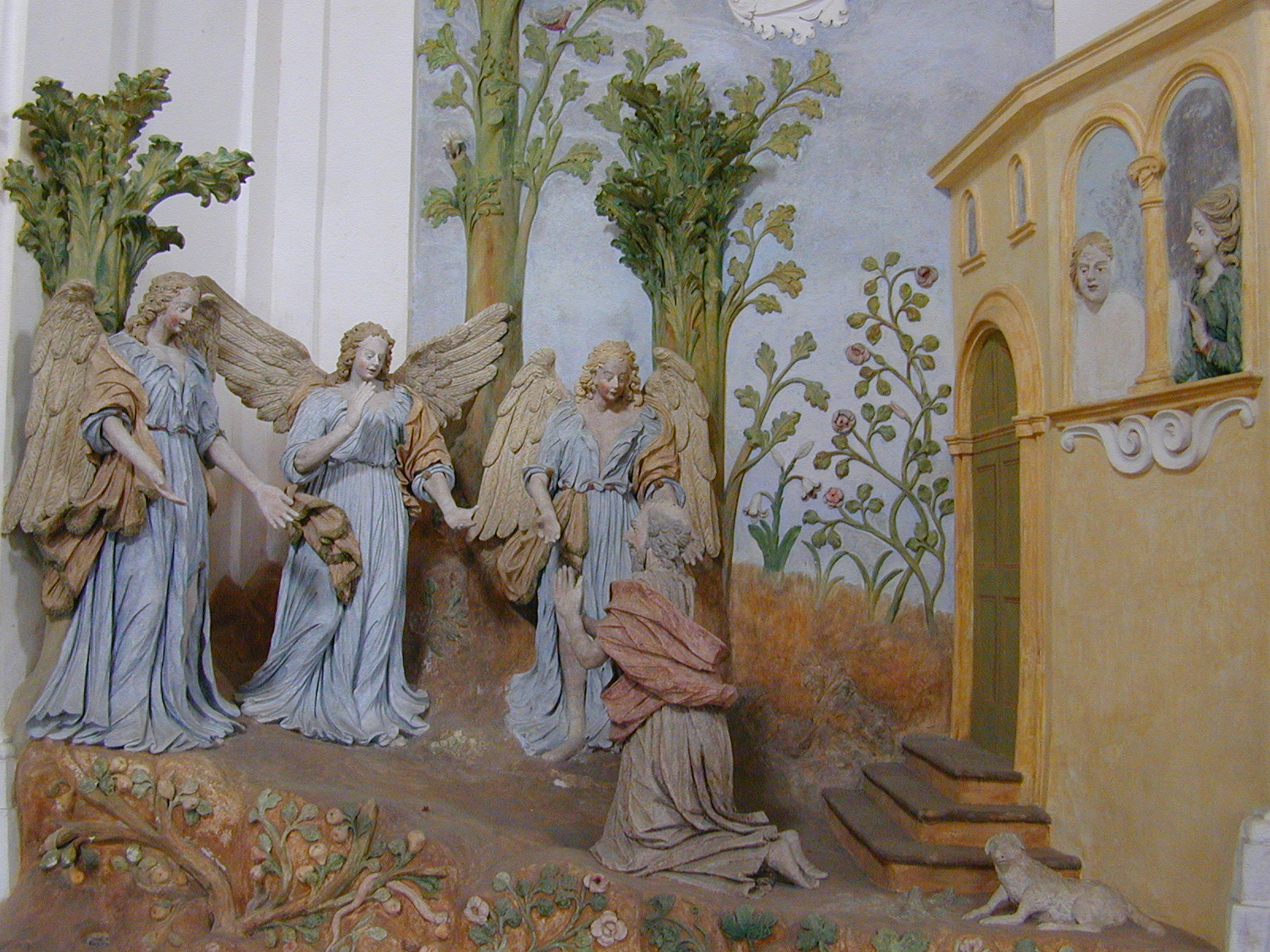
Гиффа: Святая гора Авраамова часовня. Явление Аврааму Пресвятой Троицы
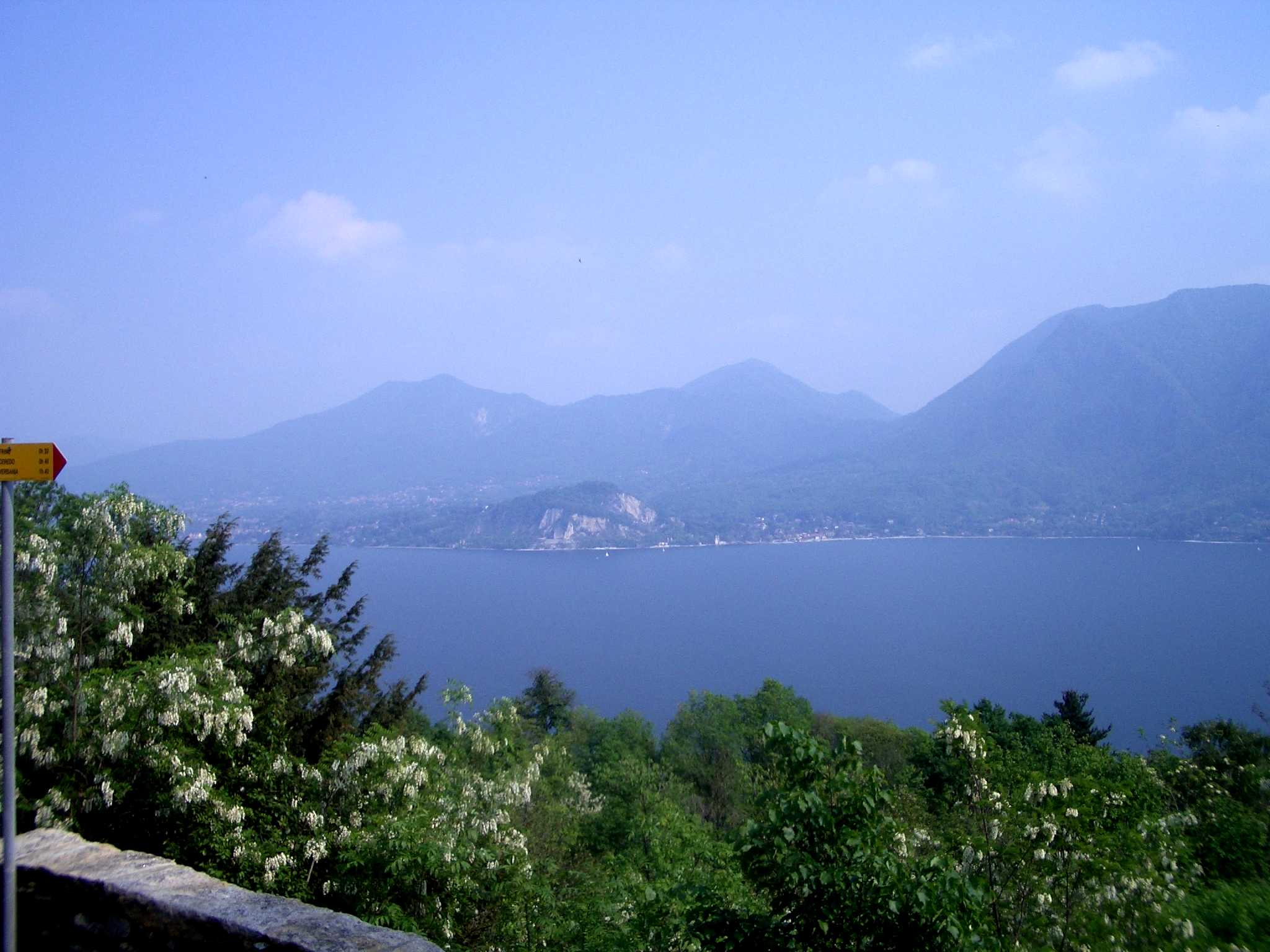
Гиффа: Святая гора Лаго-Маджоре. Вид с террасы Святой горы.
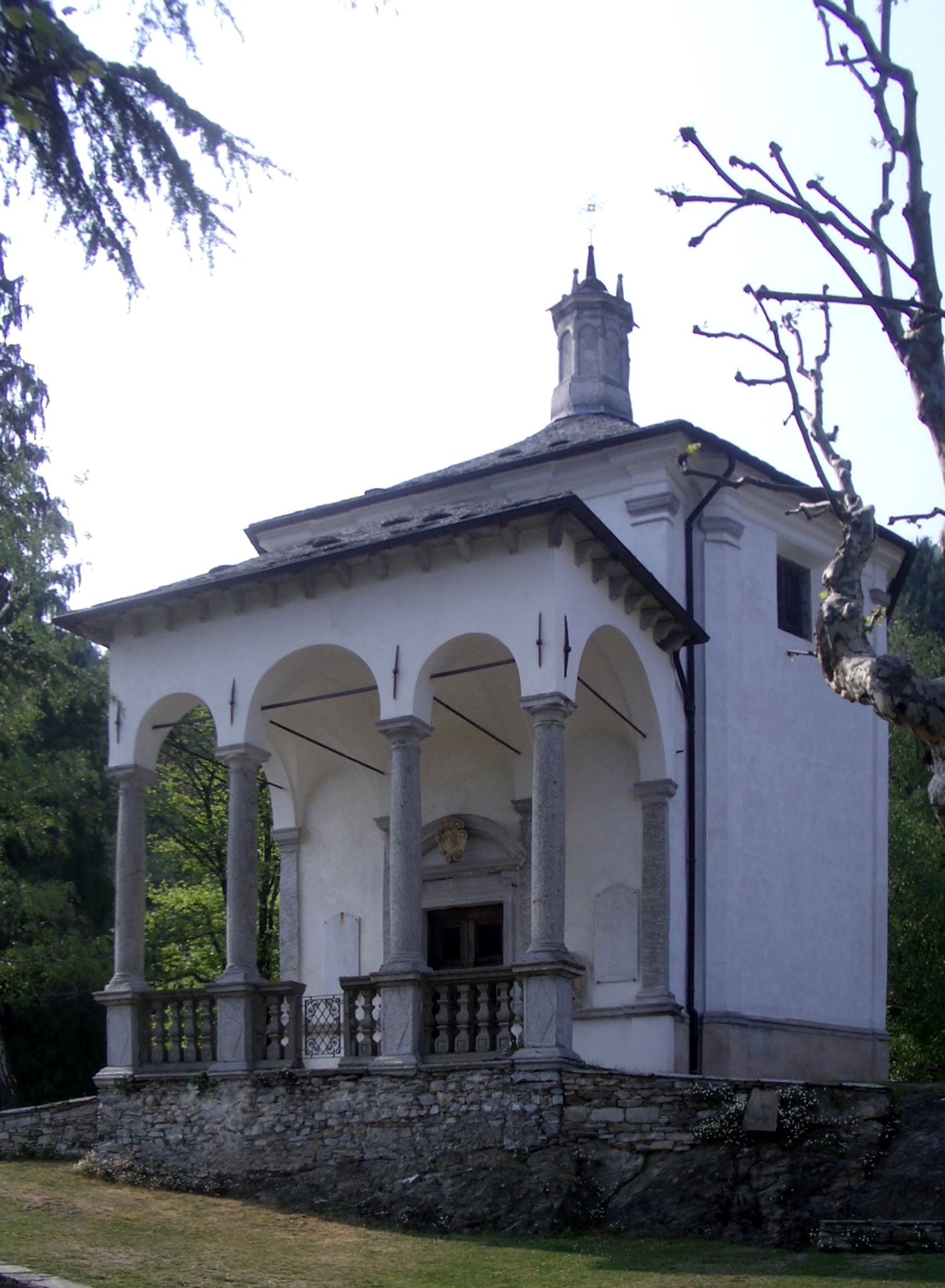
Гиффа: Святая гора La cappella della Incoronazione della Vergine

- Гиффа: Святая гора[итал.]
Распятие и Пресвятая Троица. Неизвестный автор, XVI век.
- Гиффа: Святая гора[итал.]
Авраамова часовня. Явление Аврааму Пресвятой Троицы
- Гиффа: Святая гора[итал.]
Лаго-Маджоре. Вид с террасы Святой горы.
- Гиффа: Святая гора[итал.]
La cappella della Incoronazione della Vergine

## Администрация коммуны
- Официальный сайт: http://www.comune.ghiffa.vb.it/

## Примечание
1. ↑  Statistiche demografiche ISTAT. demo.istat.it. Дата обращения: 9 декабря 2019. Архивировано из оригинала 24 июля 2019 года.